# Alfred Gregory
Pour les articles homonymes, voir Gregory.
Alfred Gregory est un alpiniste et photographe britannique né le 12 février 1913 et mort le 9 février 2010 à Emerald (en).

## Biographie
Membre de l'expédition britannique à l'Everest de 1953 qui réalise la première ascension de l'Everest, il est responsable des photographies et, en tant que membre d'escalade de l'équipe, il atteint une distance de 8 500 mètres afin d'aider au succès du tandem Edmund Hillary-Tensing Norgay sur le sommet.

## Œuvres
- The Picture of Everest
- Alfred Gregory’s Everest
- Blackpool: a Celebration of the 60s
- Alfred Gregory: Photographs from Everest to Africa